# المدرسة الوطنية للصناعات المعدنية (المغرب)
المدرسة الوطنية العليا للمعادن بالرباط، National School of Mines، هي مدرسة تكوين المهندسين بالمغرب. تستغرق الدراسة بها 3 سنوات وتعد واحدة من أقدم مدارس المهندسين في المغرب، قبول التسجيل يعتمد على المبارات الوطنية المشتركة للطلبة الأقسام التحضيرية العلمية والتقنية أو من خلال مباريات محلية موجهة لحاملي الإجازة أو الديبلومات الجامعية وكلها تمكنهم من ولوج السنة الأولى من سلك المهندسين بالمدرسة، تفتح كذلك مبارايات لحاملي شهادة الماستر وتعطيهم الحق في الولوج للسنة الثانية من سلك المهندسين بالمدرسة. تعمل المدرسة تحت وصاية وزارة الطاقة والمعادن.

## التاريخ
تأسست المدرسة الوطنية العليا للمعادن بالرباط عام 1972، وكانت تُعرف في البداية باسم المدرسة الوطنية للصناعات المعدنية إلى أن تم تغيير الاسم بموجب المرسوم رقم 296-75-2 بتاريخ 21 من جمادى الأولى 1395 (2 يونيو 1975). تُعد المدارس العليا في المغرب إحدى مؤسسات التعليم العالي، ولكنها منفصلة عن الإطار الرئيسي للنظام الجامعي العام المغربي الفرنسي، ولكن موازية له ومتصلة به على غرار جامعة آيفي ليج في الولايات المتحدة الأمريكية، وجامعة أكسفورد وجامعة بريدج في المملكة المتحدة، وجامعة سي ناين ليج في الصين. كما تعد المدارس الكبرى مؤسسات أكاديمية نخبوية تقبل الطلاب من خلال عملية تنافسية للغاية، فعادة ما يتم قبول أقل من 300 طالب كل عام بعد اجتيازهم لامتحان انتقائي للغاية، ويكون خريجي مدرسة المدرسة الوطنية العليا للمعادن بالرباط مؤهلين لشغل مناصب نخبوية داخل الحكومة والإدارة والشركات في المغرب.
تعد الـمدرسة الوطنية العليا للمعادن جزءًا من البنية الأساسية للصناعة المغربية، وتتشابه مع المدرسة الوطنية العليا للمناجم في باريس في فرنسا ومدرسة كولومبيا للمناجم وجامعة كولورادو للمناجم في الولايات المتحدة الأمريكية والمدرسة الملكية للمناجم في المملكة المتحدة.

## القبول
يتم قبول الطلاب في المدرسة الوطنية العليا للمعادن بالرباط في الدورة العادية من خلال امتحان قبول انتقائي للغاية ويتطلب عامين على الأقل من التحضير في الفصول التحضيرية بعد المدرسة الثانوية، وتشمل امتحانات القبول أسبوعًا من الامتحانات الكتابية خلال الربيع تليها أحيانًا امتحانات شفوية خلال الصيف. تقبل المدرسة سنويا نحو 300 طالب مغربي، كما يمكن للطلاب الأجانب الذين اتبعوا منهجًا دراسيًا تحضيريًا دخول المدرسة أيضًا من خلال نفس الامتحان التنافسي. كذلك يأتي بعض الطلاب الأجانب من مؤسسات أخرى رائدة في إفريقيا للدراسة في المدرسة لمدة عام واحد.
تتوفر في المدرسة الوطنية العليا للمعادن بالرباط أيضًا برنامج دكتوراه مفتوحة للطلاب الحاصلين على درجة الماجستير أو ما يعادلها. يعمل طلاب الدكتوراه عمومًا في مختبرات الكلية؛ وقد يعملون أيضًا في معاهد أو مؤسسات خارجية. وتمتد فترة الدراسة ببرنامج الدكتوراه في الهندسة بالمدرسة من ثلاث إلى خمس سنوات.

## التخصصات
كانت المدرسة في البداية متخصصة في تكوين الأطر في المجال المنجمي، ثم أضيفت فيما بعد شعب أخرى متعددة. وفي الثمانينات يعد إعداد نظام الأقسام التحضيرية العلمية في المغرب، تم تقليص مدة التأهيل إلى 3 سنوات .
في الوقت الراهن تقدم المدرسة 11 توجها علميا:
- MSIP : تدبير نظم المعلومات والإنتاج
- الكهروميكانيك
- الهندسة الطاقية
- MCQ: هندسة المواد ومراقبة الجودة
- GPI:هندسة الطرائق الصناعية
- GI:الهندسة الصناعية
- AESSS: تهيئة واستغلال الأرض وما تحت الأرض
- الهيدروجيوتيكنيك
- ESI: البيئة والسلامة الصناعية

## جمعية الطلبة
تأسست جمعية الطلبة بعد أربع سنوات من تأسيس المدرسة على يد عدي عزة والذي كان أول رئيس لمكتبها التنفيذي

## التصنيف
تصنف المدرسة الوطنية العليا للمعادن بالرباط كواحدة من أفضل 5 مدارس مغربية كبرى، على الرغم من أنها لا تظهر في التصنيفات الدولية بسبب عدد طلابها المحدود للغاية، والذي يبلغ 900 طالب سنويًا.